# The Ring (1952)
The Ring é um filme noir estadunidense dirigido por Kurt Neumann e baseado em um romance de Irving Shulman. Foi lançado em 26 de setembro de 1952 pela United Artists.

## Sinopse
Baseado no romance The Square Trap de Irving Shulman, "The Ring" conta a história de Tommy Cantanios (Lalo Rios), um jovem mexicano que vive no leste de Los Angeles. O patriarca da família acaba de perder o emprego e Tommy está determinado a ajudar sua família a sobreviver. Durante um encontro com sua namorada Lucy Gomez (Rita Moreno), Tomas bate em alguns caras que deram em cima dela. Ele chama a atenção de Pete (Gerald Mohr), um caçador de talentos e gerente de boxe que vê potencial nele como boxeador.

## Elenco
- Lalo Rios como Tommy
- Gerald Mohr como Pete
- Rita Moreno como Lucy
- Robert Arthur como Billy Smith
- Robert Osterloh como Freddy
- Jack Elam como Harry Jackson
- Martin Garralaga como Vidal
- Peter Brocco como Barney Williams
- Julia Montoya como Rosa
- Lillian Molieri como Helen
- Pepe Hern como Rick
- Victor Millan como Pablo
- Tony Martinez como Go-Go
- Art Aragon como ele mesmo
- Robert Shayne como Jimmy
- Ernie Chavez como Joe
- Edward Sieg como Benny
- Robert Altuna como Pepe Cantanios